# Plymouth (Trinidad y Tobago)
Plymouth es una localidad de Trinidad y Tobago, que forma parte de la parroquia de St. David.

## Geografía
La localidad abarca parte de la isla de Tobago y limita al norte con el mar Caribe y Bethesda, al sur con Black Rock (localidad perteneciente a la parroquia de St. Patrick), al este con Mary's Hill y al oeste con el mar Caribe.

## Demografía
Datos demográficos de la localidad de Plymouth:
| Gráfica de evolución demográfica de Plymouth entre 2000 y 2011 |
|                                                                |